# Bolbaffer bidenticollis
Bolbaffer bidenticollis es una especie de coleóptero de la familia Geotrupidae.

## Distribución geográfica
Habita en Angola, Congo, Gabón, Ruanda y  Mozambique.